# Hans-Jörg Kraemer
Hans-Jörg Kraemer (* 21. September 1944 in Ulm) ist ein deutscher Jurist. Er war von 1997 bis 2009 Richter am Bundesgerichtshof.

## Leben und Wirken
Kraemer war nach Abschluss seiner juristischen Ausbildung zunächst wissenschaftlicher Assistent an der Universität Tübingen. 1980 trat er in den Justizdienst des Landes Baden-Württemberg ein und war dem Landgericht Stuttgart zugewiesen. 1981 wurde er zum Richter am Landgericht Stuttgart ernannt. Von 1985 bis 1988 war er als wissenschaftlicher Mitarbeiter an den Bundesgerichtshof abgeordnet. Dem folgte eine Abordnung an das Oberlandesgericht Stuttgart. Dort wurde er 1989 zum Richter am Oberlandesgericht ernannt.
Nach seiner Ernennung zum Richter am Bundesgerichtshof im Februar 1997 wies das Präsidium Kraemer dem II. Zivilsenat zu. Er trat am 30. September 2009 in den Ruhestand.
Kraemer war zeitweilig Vorstandsmitglied des Deutschen Mietgerichtstages e. V.